# Melvin Rader
Melvin Miller Rader (Walla Walla, Washington, 8 de noviembre de 1903-Seattle, Washington, 14 de junio de 1981) fue un filósofo y escritor estadounidense.
Profesor de filosofía en la Universidad de Washington, fue autor de obras como No Compromise. The Conflict Between Two Worlds (The Macmillan Co., 1939); Ethics and the Human Community (Holt, Rinehart & Winston, 1964); Wordsworth. A Philosophical Approach (Clarendon Press, 1967), sobre el poeta William Wordsworth; o Marx's Interpretation of History (Oxford University Press, 1979); entre otras. Rader, que abogó a la largo de su vida por las libertades civiles, llegó a ser investigado y acusado —falsamente—por el Comité de Actividades Antiestadounidenses a finales de la década de 1940, al comienzo de la Guerra Fría.